# Mescla de màrqueting
El terme 'mescla de màrqueting' (traducció literal de l'argot anglès marketing mix) és un model bàsic per a les empreses, centrat històricament en el producte, el preu, el lloc o distribució (per 'place' en anglès) i la promoció o publicitat (model també conegut com "Les 4 P"). La mescla de màrqueting s'ha definit com el "conjunt d'eines de màrqueting que l'empresa utilitza per perseguir els seus objectius de màrqueting en el mercat objectiu". Per tant, el marketing mix fa referència a quatre grans nivells de decisió de màrqueting: producte, preu, lloc i promoció.
La pràctica del màrqueting es produeix des de fa mil·lennis, però la teoria del màrqueting va sorgir a principis del segle xx. La mescla de màrqueting contemporània, o les 4 P, que s'ha convertit en el marc dominant per a les decisions de gestió de màrqueting, es va publicar per primera vegada el 1960. En el màrqueting de serveis, s’utilitza un marketing mix ampliat, que normalment inclou 7 P, format per les 4 P originals, ampliades amb processos, persones i proves físiques ('physical evidence' en anglès). De vegades, els professionals del màrqueting de serveis es refereixen a 8 P, que inclouen aquestes 7 P més el rendiment (per 'performance' en anglès).
Tenint en compte la valoració dels clients respecte als possibles atributs de producte (en qualsevol categoria, per exemple, producte, promoció, etc.), i els atributs dels productes venuts per altres empreses, el problema de seleccionar els atributs d'un producte per maximitzar el nombre de clients que prefereixen és un problema que no és possible automatitzar ni sistematitzar computacionalment.
La definició correcta de la mescla de màrqueting per part dels responsables de màrqueting de l'empresa té un paper primordial en l'èxit del màrqueting d'una empresa:
1. Desenvolupa fortaleses i evita debilitats
2. Enforteix la competitivitat i l'adaptabilitat de les empreses
3. Fa que els departaments interns de l'empresa treballin estretament

## Aparició i creixement
Els orígens de les 4 P es poden remuntar a finals dels anys quaranta del segle xx. La primera menció coneguda d'una mescla s’ha atribuït a un professor de màrqueting de la Universitat Harvard, el Prof. James Culliton. El 1948, Culliton va publicar un article titulat, La gestió dels costos de màrqueting en què Culliton descrivia als venedors com a "mescladors d'ingredients". Alguns anys després, el company de Culliton, el professor Neil Borden, va publicar un article retrospectiu on es detallava la primera història de la mescla de màrqueting en què afirma que estava inspirat en la idea dels "mescladors" ("mixers" en anglès) de Culliton i s'acreditava popularitzar el concepte de "marketing mix". Segons el relat de Borden, va utilitzar el terme "mescla de màrqueting" de manera constant des de finals dels anys quaranta. Per exemple, se sap que va utilitzar el terme "marketing mix" en el seu discurs presidencial de l'Associació Americana de Màrqueting (AMA) el 1953.
Tot i que la idea dels venedors de màrqueting com a "mescladors d'ingredients" va agafar força, els venedors no van poder arribar a cap consens real sobre quins elements s'haurien d'incloure a la mescla fins als anys seixanta. Les 4 P, en la seva forma moderna, van ser proposades per primera vegada el 1960 per E. Jerome McCarthy, qui els va presentar dins d'un enfocament gerencial que abastava l'anàlisi, el comportament dels consumidors, les investigacions de mercat, la segmentació del mercat i la planificació. Phillip Kotler, va popularitzar aquest enfocament i va ajudar a difondre el model de les 4 P. Les 4 P de McCarthy han estat àmpliament adoptades tant pels acadèmics de màrqueting com pels professionals.
La perspectiva d'ampliar la mescla de màrqueting es va consolidar per primera vegada a la conferència inaugural de l'associació estatunidenca de màrqueting AMA, dedicada al màrqueting de serveis, a principis dels anys 1980, i es va basar en treballs teòrics anteriors que assenyalaven moltes limitacions importants del model de les 4 P. Considerats col·lectivament, els treballs presentats en aquesta conferència indiquen que els professionals del màrqueting de serveis estaven pensant en una revisió de la mescla de màrqueting general basada en la comprensió que els serveis eren fonamentalment diferents dels productes i, per tant, necessitaven diferents eines i estratègies. El 1981, Booms i Bitner van proposar un model de 7 P, que comprenia les 4 P originals ampliades per processos, persones i proves físiques, com a més aplicable per al màrqueting de serveis.
Des de llavors, hi ha hagut diverses propostes diferents per a una mescla de màrqueting de serveis (amb diversos números de P); sobretot les 8 P, que comprenen les 7 P anteriors, ampliades per "rendiment" (per "performance" en anglès).

## Les 4 P de McCarthy
La mescla de màrqueting original, o 4 P, tal com va proposar originalment el comercial i acadèmic E. Jerome McCarthy, proporciona un marc per a la presa de decisions de màrqueting. El mix de màrqueting de McCarthy s’ha convertit des d'aleshores en un dels marcs més duradors i àmpliament acceptats en màrqueting.
Taula 1: Resum breu de les 4 P
| Categoria | Definició / Explicació / Concepte | Decisions típiques de màrqueting |
| --------- | --- | --- |
| Producte  | Un producte fa referència a un article que satisfà les necessitats o desitjos del consumidor. Els productes poden ser tangibles (béns) o intangibles (serveis, idees o experiències). | - Disseny de producte: característiques, qualitat - Assortiment de productes: gamma de productes, mescla de productes, línies de productes - Marca - Embalatge i etiquetatge - Serveis (servei gratuït, servei postvenda, nivell de servei) - Garanties i garanties - Devolucions - Gestió de productes a través del cicle de vida |
| Preu      | El preu fa referència a l'import que paga un client per un producte. El preu també es pot referir al sacrifici que els consumidors estan disposats a fer per adquirir un producte (per exemple, temps o esforç). El preu és l'única variable que té implicacions en els ingressos. El preu és l'única part del mix de màrqueting que parla del valor per a l'empresa. El preu també inclou consideracions sobre el valor percebut pel client. | - Estratègia de preus - Tàctiques de preus - Fixació de preus - Bonificacions (per exemple, descomptes per als distribuïdors) - Descomptes: per a clients - Condicions de pagament: crèdit, mètodes de pagament |
| Lloc      | Es refereix a proporcionar accés al client. Considera que cal proporcionar facilitats al consumidor. | - Estratègies com la distribució intensiva, la distribució selectiva i la distribució exclusiva - Franquícies - Cobertura del mercat - Selecció de membres de canal i relacions entre ells - Assortiment - Decisions d'ubicació - Inventari - Transport, emmagatzematge i logística                                                |
| Promoció  | La promoció fa referència a les comunicacions de màrqueting. Pot incloure elements com ara: publicitat, relacions públiques, màrqueting directe i promoció de vendes. | - Mescla ("mix") promocional: equilibri adequat de publicitat, relacions públiques, màrqueting directe i promoció de vendes - Estratègia de missatges: què es vol comunicar - Estratègia de mitjans: com arribar al públic objectiu - Freqüència del missatge: freqüència amb què es comunica                                      |

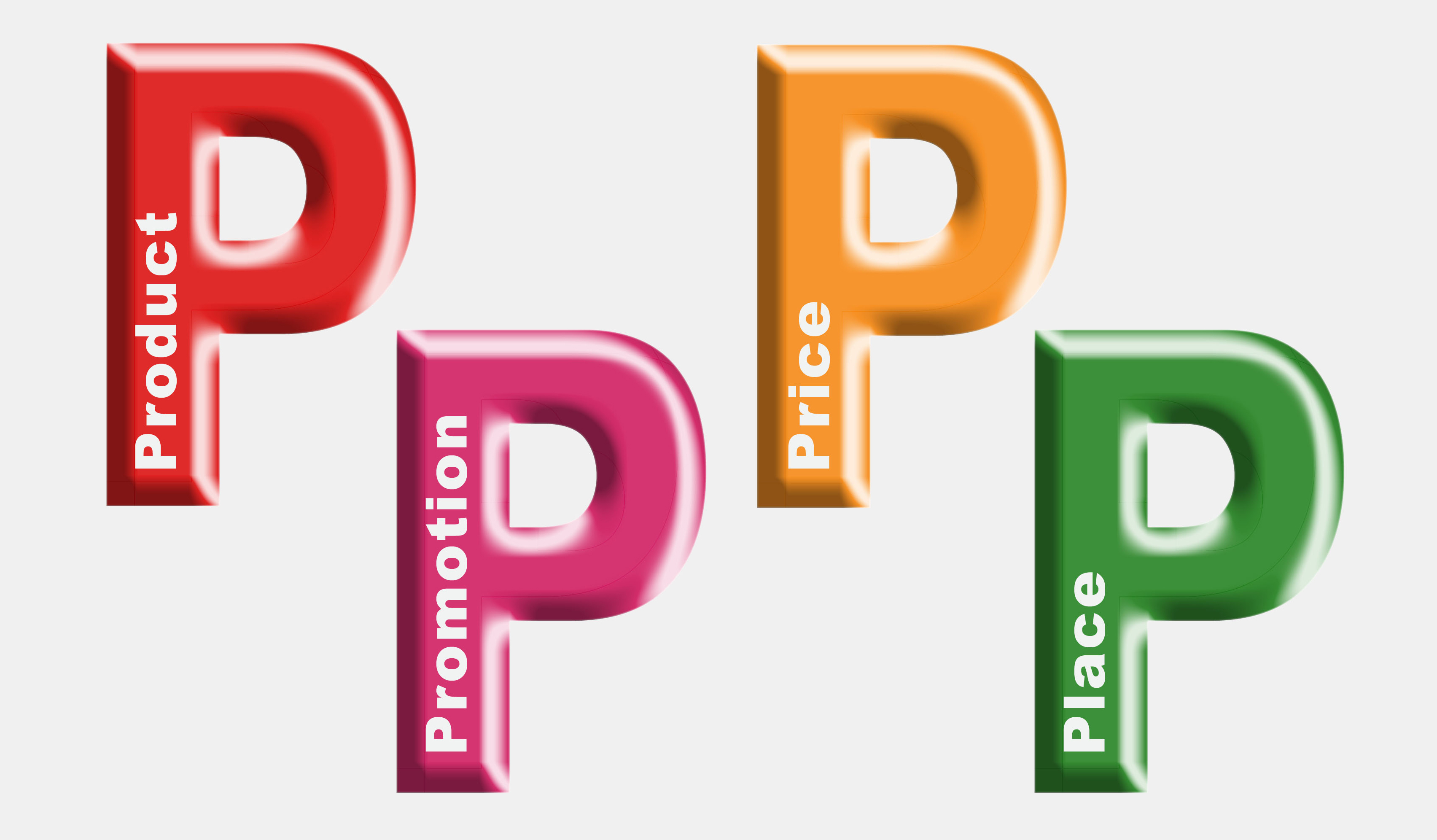
Les 4 P han estat la pedra angular de l'enfocament directiu del màrqueting des dels anys 1960

### Producte
El producte fa referència al que l'empresa ofereix per a la venda i pot incloure productes o serveis. Entre les decisions sobre els productes hi ha la "qualitat, característiques, avantatges, estil, disseny, marca comercial, envasament, serveis, garanties, condicions, cicles de vida, inversions i rendiments".

### Preu
El preu fa referència a decisions relacionades amb "llista de preus, preus de descompte, ofertes especials, pagament de crèdit o condicions del crèdit". El preu es refereix al cost total per adquirir el producte per al client i pot implicar costos psicològics i monetaris, com ara el temps i l'esforç invertit en l'adquisició.

### Lloc
El lloc es defineix com els «canals directes o indirectes al mercat, distribució geogràfica, cobertura territorial, punt de venda, ubicació al mercat, catàlegs, inventari, logística i compliment de comandes». El lloc es refereix tant a la ubicació física on desenvolupa una empresa com als canals de distribució que s’utilitzen per arribar als mercats. El lloc pot referir-se a un punt de venda, però cada vegada més es refereix a botigues virtuals com un catàleg de comandes per correu, un centre d'atenció telefònica o un lloc web. Per exemple, les empreses que produeixen articles de luxe com Louis Vuitton fan servir una estratègia de col·locació intensiva en fer que els seus productes estiguin disponibles només a uns pocs minoristes exclusius. Per contra, béns de consum de preu més baix com pasta de dents i xampú, típicament empren una extensa estratègia de col·locació al fer que els seus productes estiguin disponibles a tants minoristes diferents com sigui possible."

### Promoció
La promoció es refereix a «la comunicació de màrqueting que s'utilitza per donar a conèixer l'oferta als possibles clients i persuadir-los perquè comprin més». Els elements de promoció inclouen "publicitat, relacions públiques, venda directa i promocions de vendes".

## Mescla de màrqueting modificada i ampliada: les 7 P
Cap als anys 1980, diversos teòrics demanaven un marc ampliat i modificat que fos més útil per als venedors de serveis. La perspectiva d'ampliar o modificar la mescla de màrqueting per als serveis va ser un tema bàsic de debat a la conferència inaugural de l'AMA dedicada al màrqueting de serveis a principi dels anys vuitanta, basada en treballs teòrics anteriors que assenyalaven molts problemes i limitacions importants del model de les 4 P. Considerats col·lectivament, els treballs presentats en aquesta conferència indiquen que els professionals del màrqueting de serveis pensaven en una revisió de la mescla de màrqueting general basada en la comprensió que els serveis eren fonamentalment diferents dels productes i, per tant, necessitaven diferents eines i estratègies. El 1981, Booms i Bitner van proposar un model de 7 P, que comprenia l'original de les 4 P més «persones«, «processos» i «proves físiques», com a més aplicable per al màrqueting de serveis.
Taula 2: Esquema del mix de màrqueting modificat i ampliat
| Categoria       | Definició / Explicació | Decisions típiques de màrqueting |
| --------------- | --- | --- |
| Persones        | Factors humans que participen en la prestació del servei. Personal de servei que representa els valors de l'empresa davant els clients. Interaccions entre clients. Interaccions entre empleats i clients.                                          | - Reclutament i formació de personal - Uniformes - Instruccions - Sistemes de gestió d'espera i les cues - Tractament de queixes, fallades de servei - Gestió de les interaccions socials |
| Procés          | Els procediments, mecanismes i flux d'activitats mitjançant els quals es presta el servei. | - Disseny de processos - Planificació dels processos de servei (és a dir, diagrama de flux) - Decisions de normalització vs personalització - Diagnòstic de punts de fallada, incidents crítics i fallades del sistema - Supervisió i seguiment del rendiment del servei - Anàlisi dels requeriments de recursos i l'assignació - Creació i mesura d'indicadors clau de rendiment (KPI per "key performance indicators") - Alineació amb les millors pràctiques - Elaboració de manuals d'operacions |
| Proves físiques | Entorn en què es produeix el servei. L'espai on interactuen els clients i el personal de servei. Productes tangibles (per exemple, equips, mobles) que faciliten el rendiment del servei. Objectes que recorden als clients les virtuts del servei. | - Instal·lacions (mobiliari, equipament, accés) - Disseny espacial (funcionalitat, eficiència) - Senyalització (senyalització direccional, símbols, altra senyalització) - Disseny d'interiors (mobiliari, combinacions de colors) - Condicions ambientals (soroll, aire, temperatura) - Disseny de lliurables (papereria, fulletons, menús, etc.) - Objectes (records, marxandatge, etc.) |

Les persones són essencials en la comercialització de qualsevol producte o servei. Personal de suport al servei. A la indústria dels serveis professionals, financers o d'hostaleria, les persones no són productors, sinó els productes en si mateixos. Quan les persones són el producte, afecten la percepció pública d'una organització tant com qualsevol bé de consum tangible. Des de la perspectiva de la gestió de màrqueting, és important assegurar-se que els empleats representin l'empresa en línia amb estratègies d'imatge més àmplies. Això és més fàcil d'assegurar quan les persones senten que han estat tractades amb justícia i guanyen salaris dignes per mantenir la seva vida diària.
El procés fa referència a un «conjunt d'activitats que donen lloc a la prestació dels beneficis del producte». Un procés pot ser un ordre seqüencial de tasques que realitza un empleat com a part del seu treball. Pot representar passos seqüencials realitzats per diversos empleats mentre intenten completar una tasca. Algunes persones són responsables de gestionar diversos processos alhora. Per exemple, un gerent de restaurant ha de supervisar el rendiment dels empleats, assegurant-se que es respectin els processos. També s’espera que supervisin mentre els clients són rebuts, asseguts, servits i acomiadats ràpidament perquè el proper client pugui iniciar aquest procés.
Les proves físiques fan referència als elements no humans de la trobada de serveis, inclosos els equips, mobles i instal·lacions. També pot referir-se als components més abstractes de l'entorn en què es produeix el servei, inclosos el disseny d'interiors, els esquemes de colors i la disposició. Alguns aspectes de l'evidència física proporcionen proves duradores que el servei s'ha produït, com ara records, marxandatge, factures i altres objectes entregables. Segons el marc de Booms i Bitner, les proves físiques són «el servei subministrat i qualsevol producte tangible que faciliti el rendiment i la comunicació del servei». Les proves físiques són importants per als clients, ja que els béns materials són evidències que el venedor ha proporcionat (o no) allò que el client esperava.

## Mescla de màrqueting digital
La mescla de màrqueting digital és bàsicament la mateixa que la mescla de màrqueting, en ser una adaptació de producte, preu, lloc i promoció als aspectes del màrqueting digital. El màrqueting digital es pot explicar habitualment com «assoliment d'objectius de màrqueting mitjançant l'aplicació de tecnologies digitals».

### Producte
Gràcies a la interacció i connexió a Internet, el producte s'ha redefinit com a "producte virtual" en el màrqueting digital, que es considera la combinació de tangibilitat i intangibilitat. Mitjançant la forma digital, es pot enviar un producte directament dels fabricants als clients. Per exemple, els clients podrien comprar música en format MP3 en lloc de comprar-la en forma de CD físic. Com a resultat, quan una empresa està elaborant l'estratègia per al màrqueting a Internet, és necessari entendre com variar els seus productes en l'entorn en línia. A continuació, es mostren algunes indicacions d'adaptació de l'element del producte a Internet.
- Modificació del producte bàsic: en aquest cas, es refereix particularment als productes que es poden reconvertir en formats digitals, incloses pel·lícules, música, llibres i altres publicacions, etc. Podem prendre Netflix com a exemple. L'àmplia utilització d'Internet ha canviat la seva forma de productes, de vendre i llogar DVD a través de botigues minoristes a vendre i llogar vídeos en línia.
- Proporcionar productes digitals: per guanyar quotes de mercat a Internet, les empreses han d'ampliar la seva gamma de productes. Per exemple, un assessorament psicològic podria oferir consulta en línia mitjançant videotrucades.
- Creant tot el producte: a part de vendre productes en línia, Amazon.com també proporciona un servei de subscripció de pagament anomenat Amazon Prime, amb el qual els clients podrien gaudir de lliurament gratuït i vídeos a Amazon.
- Realització d'investigacions en línia: Internet ofereix una forma còmoda i econòmica de fer investigacions de màrqueting, que és útil per a les empreses per saber quins productes o serveis prefereixen els clients.

### Preu
Preu hi fa referència a les polítiques de preus o models de fixació de preus d'una empresa. A causa del gran ús d'Internet, es poden trobar moltes aplicacions tant des de la perspectiva del consumidor com del productor. Des del costat dels consumidors, Internet permet a la gent fer una comparació amb els preus en temps real abans de prendre una decisió de consum, que suposa un estalvi de temps i d'esforç per als consumidors. Pel que fa als proveïdors, poden ajustar els preus en temps real i proporcionar un major grau de transparència dels preus als clients. A més, és més probable que Internet redueixi la pressió sobre els preus finals perquè els productors en línia no han de pressupostar-hi el lloguer d'una botiga física. Per tant, crear estratègies de preus noves o ajustar-les és essencial per a l'empresa que vulgui entrar al mercat d'Internet.

### Lloc
Amb l'aplicació d'Internet, el lloc té un paper cada vegada més important en la promoció del consum, ja que els canals físics esdevenen virtuals. La principal contribució d'Internet al negoci no només permet fer la venda de productes en línia, sinó que també permet a les empreses establir relacions amb els clients. A més, des de la comoditat de navegar d'un lloc a un altre, el lloc des de la perspectiva del màrqueting digital sempre està relacionat amb la promoció, cosa que significa que els minoristes solen utilitzar llocs web de tercers, com ara el motor de cerca de Google, per guiar els clients a visitar els seus llocs web.

### Promoció
La promoció es refereix a seleccionar els mercats objectiu, localitzar i integrar diverses eines de comunicació en el mix de màrqueting. A diferència de les eines tradicionals de comunicació de màrqueting, les eines de màrqueting digital tenen com a objectiu atraure el públic mitjançant la publicitat i el contingut a les xarxes socials, inserció d'anuncis de display (en altres llocs web), pagament per clic (PPC), optimització de motors de cerca (SEO), influencers, etc. Quan van crear campanyes de màrqueting en línia, Chaffey i Smith van suggerir que es poden agrupar en sis grups:
- Màrqueting de cerca, inclosa l'optimització de motors de cerca (SEO), pagament per clic (PPC).
- Relacions públiques en línia, fomentant comentaris positius sobre els seus productes o serveis, mentre que es redueixen els comentaris negatius.
- Partenariats en línia, establint relacions entre webs de tercers per promocionar productes o serveis.
- Publicitat interactiva
- Publicitat per correu electrònic
- Màrqueting de xarxes socials, iniciar i participar en relacions de client a client, interacció client a empresa a través de xarxes socials.

## Dificultat d'aplicar els mètodes informàtics
En termes de la teoria de la complexitat computacional, la selecció automàtica dels atributs d'un producte (en qualsevol categoria, és a dir, producte, promoció, etc.) per maximitzar el nombre de clients que prefereixen el producte resultant es considera un problema computacionalment intractable. Tenint en compte alguns perfils o segments de clients (és a dir, els clients que comparteixen alguns trets com, per exemple, el sexe, l'edat, els ingressos, etc.), les valoracions que donen a cada atribut de producte potencial (per exemple, les dones de 35 a 45 anys donen una valoració de 3 sobre 5 a "és verd"; els homes de 25 a 35 anys donen un 4 sobre 5 a "es pot pagar a terminis"; etc.), els atributs dels productes venuts pels altres fabricants i els atributs que cada fabricant pot donar als seus productes, el problema de decidir els atributs del nostre producte per maximitzar el nombre de clients que ho preferiran és considerat d'una complexitat APX. Això implica que, sota el supòsit informàtic estàndard, cap algorisme eficient no pot garantir que la proporció entre el nombre de clients que prefereixen el producte retornat per l'algorisme i el nombre de clients que prefereixen el producte òptim real sempre assolirà alguna constant, per a qualsevol constant. A més, el problema de trobar una estratègia de tal manera que, per a qualsevol estratègia dels altres productors, el nostre producte sempre arribi a un nombre mitjà mínim de clients durant algun període és un problema de complexitat EXPTIME, és a dir, que no es pot resoldre de manera eficient. Tot i això, es poden trobar solucions heurístiques (subòptimes) a aquests problemes mitjançant algorismes genètics, mètodes d'optimització d'eixam de partícules o algorismes minimax.